# Liste der Beiträge für den besten fremdsprachigen Film für die Oscarverleihung 2000
Die folgenden 47 Filme, alle aus verschiedenen Ländern, waren Vorschläge in der Kategorie bester fremdsprachiger Film für die Oscarverleihung 2000. Die hervorgehobenen Titel waren die fünf letztendlich nominierten Filme, welche aus den Ländern Frankreich, Nepal, Schweden, Spanien und das Vereinigte Königreich stammen. Der Oscar ging an den spanischen Beitrag Alles über meine Mutter von Pedro Almodóvar.

## Beiträge
| Land                   | Deutscher Verleihtitel                              | Originaltitel                                   | Sprache(n)                               | Regisseur(e)                         | Ergebnis        |
| ---------------------- | --------------------------------------------------- | ----------------------------------------------- | ---------------------------------------- | ------------------------------------ | --------------- |
| Argentinien            | Manuelita                                           | Manuelita                                       | Spanisch                                 | Manuel García Ferré                  | Nicht nominiert |
| Belgien                | Rosetta                                             | Rosetta                                         | Französisch                              | Jean-Pierre und Luc Dardenne         | Nicht nominiert |
| Bhutan                 | Spiel der Götter – Als Buddha den Fußball entdeckte | Phörpa                                          | Tibetisch                                | Khyentse Norbu                       | Nicht nominiert |
| Brasilien              | Orfeu                                               | Orfeu                                           | Portugiesisch                            | Carlos Diegues                       | Nicht nominiert |
| Volksrepublik China    | Die Romanze am gelben Fluss                         | 黄河绝恋 (Huanghe juelian)                      | Mandarin                                 | Feng Xiaoning                        | Nicht nominiert |
| Dänemark               | Mifune – Dogma III                                  | Mifunes sidste sang                             | Dänisch                                  | Søren Kragh-Jacobsen                 | Nicht nominiert |
| Deutschland            | Aimée & Jaguar                                      | Aimée und Jaguar                                | Deutsch                                  | Max Färberböck                       | Nicht nominiert |
| Finnland               | Häjyt                                               | Häjyt                                           | Finnisch                                 | Aleksi Mäkelä                        | Nicht nominiert |
| Frankreich             | Est-Ouest – Eine Liebe in Russland                  | Est-Ouest                                       | Französisch, Russisch                    | Régis Wargnier                       | Nominiert       |
| Georgien               | Ak tendeba                                          | აქ თენდება (Ak tendeba)                         | Georgisch                                | Sasa Uruschadse                      | Nicht nominiert |
| Griechenland           | Am Rande der Stadt                                  | Από την άκρη της πόλης (Apo tin akri tis polis) | Griechisch, Russisch                     | Constantinos Giannaris               | Nicht nominiert |
| Hongkong               | Gewöhnliche Helden                                  | 千言萬語 (Qian yan wan yu)                      | Kantonesisch                             | Ann Hui                              | Nicht nominiert |
| Indien                 | Earth                                               | अर्थ (Earth)                                     | Hindi, Englisch, Gujarati, Panjabi, Urdu | Deepa Mehta                          | Nicht nominiert |
| Indonesien             | Sri                                                 | Sri                                             | Indonesisch                              | Marselli Sumarno                     | Nicht nominiert |
| Iran                   | Die Farben des Paradieses                           | رنگ خدا (Rang-e khoda)                          | Persisch                                 | Majid Majidi                         | Nicht nominiert |
| Island                 | Das gute Fräulein                                   | Ungfrúin góða og húsið                          | Isländisch                               | Guðný Halldórsdóttir                 | Nicht nominiert |
| Israel                 | Yanas Freunde                                       | החברים של יאנה (Ha-Chaverim Shel Yana)          | Hebräisch, Russisch, Englisch            | Arik Kaplu                           | Nicht nominiert |
| Italien                | Nicht von dieser Welt                               | Fuori dal mondo                                 | Italienisch                              | Giuseppe Piccioni                    | Nicht nominiert |
| Japan                  | Poppoya                                             | 鉄道員 (Poppoya)                                | Japanisch                                | Yasuo Furuhata                       | Nicht nominiert |
| Kanada                 | Emporte-moi – Nimm mich mit                         | Emporte-moi                                     | Französisch                              | Léa Pool                             | Nicht nominiert |
| Kolumbien              | Golpe de estadio                                    | Golpe de estadio                                | Spanisch                                 | Sergio Cabrera                       | Nicht nominiert |
| Kroatien               | Roter Staub                                         | Crvena prašina                                  | Kroatisch                                | Zrinko Ogresta                       | Nicht nominiert |
| Libanon                | Autour de la maison rose                            | Autour de la maison rose                        | Französisch, Arabisch                    | Joana Hadjithomas und Khalil Joreige | Nicht nominiert |
| Mexiko                 | Keine Post für den Oberst                           | El coronel no tiene quien le escriba            | Spanisch                                 | Arturo Ripstein                      | Nicht nominiert |
| Nepal                  | Himalaya – Die Kindheit eines Karawanenführers      | Himalaya: L’Enfance d’un chef                   | Tibetisch                                | Éric Valli                           | Nominiert       |
| Niederlande            | Madelief: Das Zeichen auf dem Tisch                 | Madelief, krassen in het tafelblad              | Niederländisch                           | Ineke Houtman                        | Nicht nominiert |
| Norwegen               | Die Souffleuse                                      | Suffløsen                                       | Norwegisch                               | Hilde Heier                          | Nicht nominiert |
| Österreich             | Nordrand                                            | Nordrand                                        | Deutsch                                  | Barbara Albert                       | Nicht nominiert |
| Peru                   | Der Hauptmann und sein Frauenbataillon              | Pantaleón y las visitadoras                     | Spanisch                                 | Francisco José Lombardi              | Nicht nominiert |
| Philippinen            | Saranggola                                          | Saranggola                                      | Filipino, Tagalog                        | Gil Portes                           | Nicht nominiert |
| Polen                  | Pan Tadeusz                                         | Pan Tadeusz                                     | Polnisch                                 | Andrzej Wajda                        | Nicht nominiert |
| Portugal               | Os Mutantes – Kinder der Nacht                      | Os Mutantes                                     | Portugiesisch                            | Teresa Villaverde                    | Nicht nominiert |
| Rumänien               | Faimosul paparazzo                                  | Faimosul paparazzo                              | Rumänisch                                | Nicolae Margineanu                   | Nicht nominiert |
| Russland               | Moloch                                              | Молох (Moloch)                                  | Deutsch                                  | Alexander Nikolajewitsch Sokurow     | Nicht nominiert |
| Schweden               | Das Glück kommt morgen                              | Under solen                                     | Schwedisch                               | Colin Nutley                         | Nominiert       |
| Schweiz                | Beresina oder Die letzten Tage der Schweiz          | Beresina oder Die letzten Tage der Schweiz      | Deutsch                                  | Daniel Schmid                        | Nicht nominiert |
| Serbien                | Belo odelo                                          | Бело одело (Belo odelo)                         | Serbisch                                 | Lazar Ristovski                      | Nicht nominiert |
| Slowakei               | Alle meine Lieben                                   | Vsichni moji blízcí                             | Tschechisch                              | Matej Mináč                          | Nicht nominiert |
| Spanien                | Alles über meine Mutter                             | Todo sobre mi madre                             | Spanisch                                 | Pedro Almodóvar                      | Gewonnen        |
| Tadschikistan          | Luna Papa                                           | Лунный папа (Lunnyj Papa)                       | Russisch                                 | Bachtijor Chudoinasarow              | Nicht nominiert |
| Taiwan                 | Tian ma cha fang                                    | 天馬茶房 (Tian ma cha fang)                     | Mandarin                                 | Lin Cheng-sheng                      | Nicht nominiert |
| Tschechien             | Die Rückkehr des Idioten                            | Návrat idiota                                   | Tschechisch                              | Saša Gedeon                          | Nicht nominiert |
| Türkei                 | Salkım Hanımın Taneleri                             | Salkım Hanımın Taneleri                         | Türkisch                                 | Tomris Giritlioğlu                   | Nicht nominiert |
| Ungarn                 | Die Laterne des Herrn in Budapest                   | Nekem lámpást adott kezembe az Úr Pesten        | Ungarisch                                | Miklós Jancsó                        | Nicht nominiert |
| Venezuela              | Huelepega – Das Gesetz der Straße                   | Huelepega: Ley de la calle                      | Spanisch                                 | Elia Schneider                       | Nicht nominiert |
| Vietnam                | Three Seasons                                       | Ba mùa                                          | Englisch, Vietnamesisch                  | Tony Bui                             | Nicht nominiert |
| Vereinigtes Königreich | Salomon und Gaenor                                  | Solomon a Gaenor                                | Walisisch, Jiddisch                      | Paul Morrison                        | Nominiert       |